# فدریکو ریچی
فدریکو ریچی (ایتالیایی: Federico Ricci؛ زادهٔ ۲۷ مهٔ ۱۹۹۴) بازیکن فوتبال اهل ایتالیا است.
او در فصل ۱۶–۲۰۱۵ به همراه کروتونه نایب قهرمان سری بی شد و به با این تیم به سری آ صعود کرد.